# Robert Dudley Best

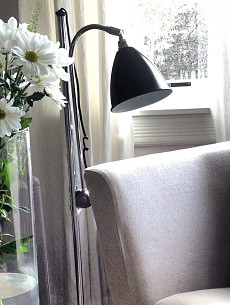
Bestlite-Leuchte in einem Wohnzimmer

Robert Dudley Best (* 1892 in Birmingham; † 1984) war ein britischer Industriedesigner, welcher am Anfang seiner Designer-Karriere die renommierte „Bestlite“ Leuchten-Kollektion entworfen hatte.

## Leben
Robert Dudley Best war der jüngste Spross und Erbe der Leuchten-Manufaktur „Best & Lloyd“. Diese war von seiner Familie im Jahr 1840 gegründet worden und Anfang des 20. Jahrhunderts einer der größten Lichthersteller der Welt. Trotz der Geschichte des Unternehmens, der Ursprung war die Produktion von Glühlampen, fühlte Best, dass das Lampen-Design, welches von der Fabrik produziert wurde, veraltet sei. 
Im Jahre 1925 besuchte Robert Best die Weltausstellung für Modernes Design in Paris. Viele der ausgestellten Entwürfe waren vom Bauhaus stark beeinflusst und Robert Best war insbesondere beeindruckt von den Arbeiten Le Corbusiers und Mies van der Rohe. Angeregt durch das, was er gesehen hatte, begann Best ein Studium des Industriedesigns und der Innenarchitektur in Paris und an der Kunstgewerbeschule Düsseldorf. Inspiriert durch den kreativen Einfluss des Bauhauses entwarf Robert Best während seiner Studienzeit um 1928/1929 eine Tischleuchte, puristisch in ihrer Form und äußerst beweglich in ihrer Konstruktion. Zurück in England im Jahre 1930 gab Robert Best die so genannte „Bestlite“ (BL1) in seinem Familienunternehmen in die Produktion. Die ersten Leuchten wurden an Kfz-Werkstätten und die Royal Air Force verkauft, wo sie für ihre Funktionalität geschätzt wurden. Nur einige fanden auch den Weg auf die Schreibtische einiger visionärer Architekten.
Erst nach der Erwähnung der „Bestlite“ in dem damals bekannten Architekturmagazin „Architects’ Journal“ im Jahre 1932, wurde die Fachleserschaft auf das Potenzial der Leuchte aufmerksam. Endgültige Anerkennung und Berühmtheit erlangte Best mit der Schreibtischleuchte, nachdem Winston Churchill sie auf seinem Schreibtisch in Whitehall platziert hatte. Bis in die späten 1930er Jahre erweiterte Robert Dudley Best die „Bestlite“ Leuchte zu einer umfangreichen Kollektion von Tisch-, Steh-, Wand- und Pendelleuchten. Schnell wurden die Leuchten Bestandteil von Betriebs- und Geschäftsausstattungen. Die Engländer waren stolz auf die „Bestlite“ und man fand sie fortan im Buckingham Palace, in der Downing Street und in Luxuszügen wie dem Orient-Express oder in Pullmanwagen, und gilt bis heute als der erste Bauhaus-Entwurf made in England.
Robert Dudley Best, als Person, setzte sich für eine bessere Kunsterziehung der industriellen Lehrlinge ein, war Apostel der Methode des Therapeuten Frederick Matthias Alexander mit dessen Alexander-Technik, und war einer der Gründer der linken Britischen Common Wealth Party im Jahre 1942. Seine sozialen Kreise umfasste eine Gruppe von Birminghamer Künstlern und Intellektuelle, darunter der Wirtschaftswissenschaftler Philip Sargant Florence (1890–1982) und die damit verbundenen Persönlichkeiten der University of Birmingham. Er freundete sich mit dem Kunsthistoriker Nikolaus Pevsner, während dessen Aufenthalt zwischen 1934 und 1935 in Birmingham, an und war im Jahre 1935 Gastgeber des ersten Besuchs von Walter Gropius in England, nach dessen Weggang aus Deutschland.
Nachdem Robert Dudley Best seine umfassende Leuchten-Serie jahrelang in der hauseigenen Manufaktur in Birmingham produziert hatte, übernahm 2004 der dänische Design-Vertrieb Gubi die internationalen Produktions und Vertriebsrechte an der „Bestlite“ Kollektion.
Die „Bestlite“, die untrennbar mit seinem Namen verbunden ist, ist Bestand der Sammlungen des Victoria and Albert Museums und des Design Museums in London.